# النخلة البحرية
قرية النخلة البحرية هي إحدى القرى التابعة لمركز أبو حمص في محافظة البحيرة في جمهورية مصر العربية. حسب إحصاءات سنة 2006، بلغ إجمالي السكان في النخلة البحرية 26828 نسمة، منهم 13479 رجل و13349 امرأة.